# IMP4
IMP4 (англ. IMP4, U3 small nucleolar ribonucleoprotein) – білок, який кодується однойменним геном, розташованим у людей на короткому плечі 2-ї хромосоми.  Довжина поліпептидного ланцюга білка становить 291 амінокислот, а молекулярна маса — 33 757.
| 10         |  | 20         |  | 30         |  | 40         |  | 50         |
| ---------- |  | ---------- |  | ---------- |  | ---------- |  | ---------- |
| MLRREARLRR |  | EYLYRKAREE |  | AQRSAQERKE |  | RLRRALEENR |  | LIPTELRREA |
| LALQGSLEFD |  | DAGGEGVTSH |  | VDDEYRWAGV |  | EDPKVMITTS |  | RDPSSRLKMF |
| AKELKLVFPG |  | AQRMNRGRHE |  | VGALVRACKA |  | NGVTDLLVVH |  | EHRGTPVGLI |
| VSHLPFGPTA |  | YFTLCNVVMR |  | HDIPDLGTMS |  | EAKPHLITHG |  | FSSRLGKRVS |
| DILRYLFPVP |  | KDDSHRVITF |  | ANQDDYISFR |  | HHVYKKTDHR |  | NVELTEVGPR |
| FELKLYMIRL |  | GTLEQEATAD |  | VEWRWHPYTN |  | TARKRVFLST |  | E          |

A: Аланін

C: Цистеїн

D: Аспарагінова кислота

E: Глутамінова кислота

F: Фенілаланін

G: Гліцин

H: Гістидин

I: Ізолейцин

K: Лізин

L: Лейцин

M: Метіонін

N: Аспарагін

P: Пролін

Q: Глутамін

R: Аргінін

S: Серин

T: Треонін

V: Валін

W: Триптофан

Кодований геном білок за функцією належить до рибонуклеопротеїнів. 
Задіяний у таких біологічних процесах як процесинг рРНК, біогенез рибосом. 
Локалізований у ядрі.